# Promethea
Promethea é uma série de revistas em quadrinhos inglesa criada por Alan Moore, J. H. Williams III e Mick Gray, publicada por America's Best Comics/WildStorm.
As revistas narram as aventuras de Sophie Bangs, uma estudante universitária em um universo alternativo, que vive numa Nova Iorque futurista no ano de 1999. Ela tem o corpo e mente possuidos pela entidade mística conhecida como Promethea, destinada a trazer o Apocalipse.
Originalmente a série teve 32 revistas, lançadas entre 1999 a 2005. Posteriormente foi republicada em cinco encadernados e depois em um único volume. Moore trabalha com elementos da magia e do misticismo além de explorar a mitologia dos super-herois de ação, espiritualidade e crença na vida após a morte (em particular a Árvore da Vida da Cabala) e ficção científica. Promethea também se notabiliza pelos experimentalismo com estilos visuais e arte.

## Tramas
No século V D.C., uma turba fanática de cristãos invade o lar de um mago feiticeiro no Egito Helenista. Ele fala para sua filha Promethea fugir para o deserto, na esperança de que os antigos deuses a protejam.
Em seguida, a história salta para Nova Iorque do Século XX. Sophie Bangs tentava entrevistar a mulher escritora chamada Barbara Shelley para um trabalho universitário sobre "Promethea", personagem recorrente na literatura e cultura pop através dos séculos. Shelley se mostra hostil e alerta: "Você não deve procurar pelo folclore. E, especialmente, não queira que o folclore procure por você" (tradução livre para "You don't wanna go looking for folklore. And you especially don't want folklore to come looking for you.").
Ao voltar para a rua, Sophie é emboscada e atacada por uma criatura chamada Smee. Quando está prestes a ser morta, é resgatada por Barbara que mostra seus poderes místicos e agora está vestida como Promethea. Ela conta que a causa do ataque foram as suspeitas de alguns inimigos dela que acreditam que Sophie se tornará a próxima Promethea (Barbara é a atual). Ainda segundo ela, Promethea é chamada ao mundo quando alguém usa a imaginação e a transforma em uma personagem real. Em novo ataque do Smee, Barbara é ferida mortalmente e pede a Sophie que escreva um poema sobre Promethea. Ela faz isso e confirma as suspeitas, transformando-se numa nova encarnação da heroína.
Na continuação da história, Sophie aprende mais sobre Promethea enquanto o hospital onde se encontra Barbara é atacado por demônios. Sophie é motivada a estudar mais sobre magia, misticismo e a Árvore da Vida com as esferas onde se encontram a falecida Barbara e o ex-marido Steve Shelly. Promethea fica prisioneira do demônio Asmodeus, além de reencontrar figuras como seu pai Juan (que morrera quando ela era pequena), o anjo da guarda de Barbara chamado Boo Boo e o pai de Promethea, que ela não via desde seu assassinato em 411 D.C. Barbara e Steve reencarnam como gêmeos (com Sophie terminando a história a cuidar deles). Sophie se torna alvo do FBI e a mãe dela pede que fuja (como o pai de Promethea fizera séculos antes).
Três anos se passam e Sophie, tendo parado de agir como Promethea, se esconde em Millennium City sobre o nome falso de Joey Estrada e com o novo namorado Carl. Contudo, após ser descoberta pelo FBI e Tom Strong, Sophie relutantemente volta a ser Promethea e continua com sua jornada até cumprir o destino profetizado, o de que trará o fim do mundo.

## Influências
- A série foi criticada por funcionar como um veículo para as crenças religiosas de Moore e apreciada pela beleza e inovação da arte empregada. Moore reconhece o motivo das citadas críticas ao dizer: "there are 1000 comic books on the shelves that don't contain a philosophy lecture and one that does. Isn't there room for that one?" (Em tradução livre: "existem 1000 revistas de quadrinhos nas prateleiras sem nenhum conteudo filosófico. Será que não cabe na sala apenas uma?")[1] Aparecem nas histórias diversos paineis de propaganda que trazem críticas do autor às tendências atuais tais como o comercialismo e o materialismo, recurso que já havia sido utilizado na série Watchmen.

- O título Promethea sugere uma versão feminista do mito de Prometeu.

- Vultos reais que aparecem ao longo da história são Aleister Crowley, John Dee, Austin Osman Spare e John Kendrick Bangs (referenciado por Sophie Bangs).

## Personagens principais

### Promethea
Promethea era uma menina cujo pai fora assassinado por fanáticos cristãos na cidade egípcia de  Alexandria no ano de 411 D.C.. Após fugir da turba, fica sozinha no deserto até ser ajudada pelo deus Tot-Hermes, que a levam para Imateria, um plano de existência que seria o lar de toda a imaginação. Ela não é apenas uma menina, mas uma personagem de uma história de vida eterna. Promethea se manifesta no mundo real ao longo dos séculos, por meio da imaginação de uma grande quantidade de individuos, que conseguem incorporá-la e canalizar a energia dela.
Após o incidente com a menina em Alexandria, foram oito pessoas que incorporaram Promethea. Seis aparecem nas revistas e outras duas são referidas como uma cristã e uma muçulmana, que viveram na época das Cruzadas. Como só pode haver apenas uma Promethea ativa em cada momento da História, houve uma dúvida quando numa luta Grace Branagh foi incorporada por Stacia Vanderveer. Stacia, contudo, não era uma nona Promethea mas apenas um veículo para Grace Brannagh, uma mulher morta que fora uma das anteriores Prometheas.

### Sophie Bangs/Joey Estrada
É a humana protagonista da série. Sophie incorpora Promethea após trabalhar na história da personagem para um jornal estudantil. A personalidade dela de início é tímida mas ao fim da história já está bem mais confiante. Ela é mais poderosa do que as Prometheas anteriores e a única que não morre durante sua existência como a heroína. Muda o nome para Joey quando esteve escondida em Millennium City, tentando fugir do FBI e de seus deveres como Promethea.

### Barbara Shelley/Boo-Boo Ramirez
Esposa do escritor de quadrinhos Steven Shelley, Barbara se transformou na heroína quando o marido começou a usar características da personalidade dela em suas histórias sobre Promethea.  Durante sua passagem para o Além-Vida Barbara encontra o anjo da guarda dela Boo-Boo (antigo apelido de Barbara) com a aparência de uma jovem, bonita e independente mulher - o que Barbara era. Depois ela encontra seu marido e se funde a Boo-Boo.

### Stacia Vanderveer
A melhor amiga de Sophie. Stacia é uma extremamente cínica e sarcástica estudante universitária.  Durante o ataque ao hospital, Sophie usa Stacia como um veículo para Grace Brannagh ajudá-la na luta. Na procura por Barbara do Além-Vida, Stacia/Grace são separadas e ambas se apaixonam. Reivindicou usar o título de Promethea mas um tribunal de Imateria recusou. Após o Apocalipse, Stacia e a ex-agente do FBI, Ball, se tornam amantes mas ela continua a manter relações com Grace na Imateria.

### Grace Brannagh
Era uma ilustradora que escrevera e desenhara uma série de capas para revistas populares (pulps) de fantasia com aventuras de Promethea. Foi substituída por vários autores que usavam o pseudônimo de "Marto Neptura". Brannagh fora a melhor lutadora de todas as Prometheas. Ela incorpou a heroína nos anos de 1920–1939. Conforme a capa de uma das edições de Promethea, o estilo de Brannagh é comparável ao da ilustradora da revista Weird Tales Margaret Brundage.

### Jack Fausto
Jack Fausto é um mago que primeiro se aproxima de Sophie para se aproveitar da confusão dela em seus primeiros dias como Promethea. Ele surge como um jovem homem atraente mas essa aparência logo se revela um disfarce pois Jack é gordo, careca e curvado. Ele mais tarde ajuda Sophie com o conhecimento que ela precisa para a viagem no Além-Vida em busca de Barbara.

## Coadjuvantes

### William 'Bill' Woolcott
É o único homem que assume a identidade de Promethea. Bill Woolcott era um artista de quadrinhos homossexual que incorpora Promethea ao desenhá-la. Ele foi Promethea entre 1939–1969, e aparece como um dos "heróis da ciência" no Universo da ABC ao lado de Tom Strong. Bill/Promethea lembra a Mulher Maravilha da década de 1960. Bill levou um tiro na cabeça do amante de Promethea, o agente do FBI Dennis Drucker, quando este descobriu que ela mantinha o estranho vínculo com Bill. Drucker passou muitos anos internado num manicômio, torturado pela morte de Promethea, similar a Bill/Promethea que passa o tempo em Imateria se culpando por não ter revelado a verdade a ele. Os dois voltam a se reunir durante o Apocalipse.

### Anna
O poeta Charlton Sennet, que viveu nos anos de 1770, projeta a imagem de Promethea em sua criada Anna, tornando-a sua amante imaginária. Promethea tem um filho, mas a criança se evapora ao nascer, não resistindo à realidade devido a sua origem psiquica e metafísica oriunda da mistura herdada de Charlton e Promethea. Ana morre ao dar a luz e Charlton fica sozinho (sua esposa o deixara após encontrá-lo na cama com Anna/Promethea).

### Margaret Taylor Case
É a artista contratada por William Randolph Hearst para desenhar a tira Little Margie in Misty Magic Land. Case inclui Promethea nos quadrinhos como um espírito benfeitor que ajuda a jovem protagonista em suas aventuras. Ela se transforma em Promethea e ajuda soldados nas batalhas que ocorreram entre 1900–1920. Little Margie e Case vivem em Imateria, interrompendo  conversas "sérias" com observações infantis, num estilo inspirado no personagem Nemo das tiras Little Nemo in Slumberland. Margaret se suicidara durante a época que fora Promethea.

### Cinco Convencidos
Os "Cinco Convencidos" (tradução livre para The Five Swell Guys) é uma equipe de "heróis da ciência" que age em Nova Iorque. Há algumas similaridades propositais entre essa equipe e o Quarteto Fantástico, como a plataforma voadora que usam e as personalidades dos membros da equipe. Eles aparecem na primeira aventura junto com Sophie Bangs na primeira revista e conhecem Promethea na terceira, quando um dos membros sofre um grave ferimento.

### Gorila Chorão
O Gorila Chorão (tradução livre para "Weeping Gorilla Comix") é personagem de uma série de cartazes de propaganda que sempre aparece lacrimoso pronunciando uma frase reflexiva geralmente cínica ou de natureza autopiedosa. Como por exemplo, "Por que coisas ruins acontecem com pessoas boas?", "Ela ficou com as crianças e a casa, eu peguei o carro", "Vamos lá, pergunte sobre o meu casamento", etc. Provavel crítica a uma tendência das piadas nos quadrinhos e filmes contemporâneos. Ocasionalmente Moore usa o contrário do gorila, o otimista e sortudo Pato Chucklin, que diz frases como "Eh Eh! Eu cai fora do negócio da internet bem a tempo!". Ambos os personagens apareceram na série Greyshirt: Indigo Sunset de Rick Veitch. Um cartaz do Gorila aparece na história "King Solomon Pines" de Tom Strong's Terrific Tales #5 (roteiro de Leah Moore com desenhos de Sergio Aragonés). A minissérie Tesla Strong apresenta várias versões de Salomão, uma das quais lembra o Gorila Chorão.